# VK 45.02 (P)
Pour l'article général sur les chars allemands de la Seconde Guerre mondiale, voir Panzer.
Le VK 45.02 (P) a été la désignation officielle pour un projet infructueux de chars lourds produit par Porsche pour la Wehrmacht dans l'Allemagne nazie pendant la Seconde Guerre mondiale.
Le développement de ce véhicule a commencé en avril 1942. L'entreprise Krupp a reçu une commande pour la construction des tourelles. Cependant, la prototype de la coque n'a jamais été fabriqué. Les tourelles ont été montées sur les premiers Tiger II.

## Conception
Après que le projet VK 45.01 (P) a échoué à gagner le contrat, le Dr Porsche a commencé à chercher des moyens d'améliorer la conception d'une future version. Selon les derniers modèles de chars alliés, il était clair que l'augmentation du blindage sur le VK 45.01 (P) ne suffirait pas pour que le char reste compétitif.
Il fallait avoir à la fois plus de poids et plus de maniabilité. Ce qui a d'abord commencé comme un seul véhicule, intitulé dans les documents du bureau de conception de Porsche « Typ 180 », est devenu une série de cinq véhicules différents, nécessitant le développement de deux configurations de coque : le Hinten avec sa tourelle à l'arrière et le Vorne avec sa tourelle sur le devant. Les deux versions utilisaient un système d'entraînement électrique et un moteur hydraulique, ainsi que quatre motorisations différentes. Le projet global est connu sous le nom de VK 45.02 (P) .
- Typ 180A : Entraînement électrique avec moteurs essence Porsche type 101/3.
- Typ 180B : Entraînement électrique avec moteurs essence Porsche type 101/4.
- Typ 181A : Entraînement hydraulique Voith II avec moteurs essence Porsche type p 101/3.
- Typ 181B : Entraînement hydraulique Voith II avec moteurs diesel Porsche Deutz type 180/1.
- Typ 181C : Entraînement hydraulique Voith II avec moteurs diesel Porsche Deutz type 180/2.

## Dans la culture populaire
Le VK 45.02 (P) apparaît dans le jeu vidéo free-to-play World of Tanks, dans deux versions différentes :
- - Le VK 45.02 (P) Ausf. A en tant que char lourd de tier VIII, dans l'arbre technologique allemand.
  - Le VK 45.02 (P) Ausf. B en tant que char lourd de tier IX, dans l'arbre technologique allemand.